# Manuel Álvarez Jiménez
Manuel Álvarez Jiménez, (23 de mayo  de 1928 –  24 de agosto de 1998) fue un futbolista chileno, uno de los mejores laterales en la historia del Universidad Católica, club con el cual campeonó en 1949, 1954 y en la División de Ascenso 1956.
A los quince años llegó al semillero de Católica y su debut se produjo tres años más tarde, en 1946. 
En 1952 fue elegido Futbolista del año en Chile por el Círculo de Periodistas Deportivos y además recibió la Medalla de Oro al Mejor Deportista CDUC.

## Palmarés

### Campeonatos nacionales
| Título                          | Equipo                    | País  | Año  |
| ------------------------------- | ------------------------- | ----- | ---- |
| Torneo de Consuelo del Apertura | C.D. Universidad Católica | Chile | 1949 |
| Primera División                | C.D. Universidad Católica | Chile | 1949 |
| Primera División                | C.D. Universidad Católica | Chile | 1954 |
| Segunda División                | C.D. Universidad Católica | Chile | 1956 |

### Distinciones individuales
| Título                                  | Año  |
| --------------------------------------- | ---- |
| Mejor deportista del fútbol profesional | 1952 |